# Ben Grussendorf
Benajamin F. Grussendorf (23 de febrero de 1942 - 17 de junio de 2011) fue un educador y político Democrático del Estado de los Estados Unidos de Alaska.
Nació en Grand Rapids, Minnesota. Recibió una maestría de la Universidad de Minnesota. Se mud´oa Sitka, Alaska en 1966, donde trabajó como un profesor de secundaria e instructor de la Universidad Comunitaria de Sitka en ciencia política.
Sirvió como presidente y sigue siendo la única persona que mantuvo su posición durante tres períodos (1985-1986, 1987-1988 y 1991-1992).
Ben era presbiteriano.